# Ritzerau
Ritzerau là một đô thị thuộc huyện Lauenburg, trong bang Schleswig-Holstein, nước Đức. Đô thị Ritzerau có diện tích 11,11 km², dân số thời điểm 31 tháng 12 năm 2006 là 277 người.